# Gabriel (песня)
«Gabriel» — песня, выпущенная французской певицей Нажуа Белизель в 2005 году. Это была её дебютная песня из альбома «Entre deux mondes… en équilibre», выпущенного в ноябре 2005 году, в котором она была 6 по счёту. Песня возглавила чарты в Бельгии (Валлония) и во Франции. На сегодняшний день эта песня заняла самое высокое место в чартах из всех песен Белизель.

## Информация
Стихи, сочинённые Нажуа Мазури (Белизель), и музыка, написанная Кристофом Казанав (Christophe Casanave) представляет собой смесь электронной и поп-музыки. Манера исполнения представляет собой нечто среднее между голосом участницы группы The Cranberries Долорес О’Риордан (немного охрипший голос) и Милен Фармер (пение с придыханием). В песне используются поэтические слова и выражения («Que ton âme se jette à l’eau dans mon corps océan», «Zéphyr»), а также игра слов («Gabriel, s’attend (Satan) à plus qu’un sentiment…», "Qu’il en soit ainsi («Ainsi soit-il (Amen)»).
Фраза «Es-tu fait pour lui, es-tu fait pour moi ?» толкуется как выбор между любовью (духовной) бога (lui) и физической жизни смертного человека (moi), однако часто неправильно интерпретируется как колебание в выборе сексуальной ориентации (гомо, би и гетеросексуальность)..
Во Франции песня вошла в десятку лучших и продержалась на вершинах чарта 17 недель.